# Modulare Arbeitszeit
Die modulare Arbeitszeit ist ein Arbeitszeitmodell. Dabei wird die Arbeitszeit in Zeitblöcke, die sogenannten Module, zusammengefasst. Diese Module werden von den Arbeitnehmern selbständig untereinander aufgeteilt. Dabei müssen einige Vorgaben des Arbeitgebers eingehalten werden. Diese Vorgaben können unter anderem die Anzahl der Mitarbeiter pro Modul bestimmen.
Das Modell der modularen Arbeitszeit kann auf Basis von Voll- und Teilzeitarbeit realisiert werden. Teilzeitarbeiter können mit diesem Modell relativ problemlos in den Arbeitsplan eingebaut werden.
Um dieses Modell überhaupt realisieren zu können, ist es notwendig, den Arbeitsanfall und die daraus resultierende notwendige Mitarbeiterstärke zu kennen. Weitere Vorteile ergeben sich durch die Wahlfreiheit der Arbeitszeiten durch die Mitarbeiter. Problematisch ist hingegen die Besetzung von unbeliebten Modulen.